# Formación Lipeón
La Formación Lipeón es una formación geológica del Silúrico que aflora en el noroeste argentino, en la provincia geológica Sierras Subandinas. Sus afloramientos se extienden desde Perú y Bolivia hasta el Sistema de Santa Bárbara en las provincias de Salta y Tucumán.

## Litología
Se reconocen tres miembros para esta formación. El miembro basal alcanza 220 m de espesor y se compone de areniscas arcillosas medias a finas, micáceas, de color amarillo ocre. En la base del miembro se reconocen dos niveles de wackes hematíticos. El miembro intermedio alcanza los 300 m de espesor, y se caracteriza por lutitas y pelitas marrones y grises que alternan niveles finos de areniscas arcillosas de color gris oscuro. Hacia el techo los niveles de areniscas son más frecuentes. El miembro superior alcanza los 100 m de espesor y presenta una alternancia de areniscas arcillosas finas y medianas, de color gris oscuro, con lutitas arcillosas grises y verdosas.

## Paleontología
En la formación se han identificado braquiópodos, Rhyniophytas y graptolitos.

## Ambiente
La depositación se produjo en ambiente de plataforma marina silicoclástica, con subambientes de foreshore, lagoon de plataforma, barras de shoreface a plataforma externa proximal y zonas más profundas de plataforma externa distal.

## Relaciones estratigráficas
La formación Lipeón se encuentra en discordancia con la secuencia ordovícica producto de la Orogenia Oclóyica. En el techo pasa concordante a la Formación Baritú.

## Edad
Se le asigna una edad hirnantiana tardía - llandoveriana temprana por el contenido fosilífero.